# Monterrey Open 2009
Il Monterrey Open 2009 è stato un torneo di tennis giocato sul cemento.
È stata la 1ª edizione del Monterrey Open che fa parte della categoria International nell'ambito del WTA Tour 2009.
Si è giocato nel Sierra Madre Tennis Club di Monterrey in Messico, dal 2 all'8 marzo 2009.

## Partecipanti

### Teste di serie
| Giocatrice          | Nazionalità     | Ranking* | Testa di serie |
| ------------------- | --------------- | -------- | -------------- |
| Agnieszka Radwańska | Polonia         | 10       | 1              |
| Marion Bartoli      | Francia         | 13       | 2              |
| Flavia Pennetta     | Italia          | 15       | 3              |
| Jie Zheng           | Cina            | 18       | 4              |
| Ágnes Szávay        | Ungheria        | 27       | 5              |
| Iveta Benešová      | Repubblica Ceca | 31       | 6              |
| Gisela Dulko        | Argentina       | 36       | 7              |
| Marija Kirilenko    | Russia          | 38       | 8              |

- Ranking al 2 marzo 2009.

### Altre partecipanti
Giocatrici che hanno ricevuto una Wild card:
- Melissa Torres Sandoval
- Urszula Radwańska
- Magdaléna Rybáriková

Giocatrici passate dalle qualificazioni:
- Lenka Wienerová
- Michaëlla Krajicek
- Vania King
- Arantxa Rus

## Campioni

### Singolare
Marion Bartoli ha battuto in finale  Li Na con il punteggio di 6–4, 6–3

### Doppio
Nathalie Dechy /  Mara Santangelo hanno battuto in finale  Iveta Benešová /  Barbora Záhlavová-Strýcová con il punteggio di 6–3, 6–4